# Vimbodí i Poblet
Vimbodí i Poblet és un municipi de la comarca de la Conca de Barberà, limítrof amb les Garrigues. Es troba al sud-oest de la comarca. Al vessant septentrional s'hi estén el bosc de Poblet. El seu terme comprèn la vila de Vimbodí, que és el cap del municipi, el monestir de Poblet, el despoblat del Codoç (on s'han trobat restes arqueològiques d'un poblat ibèric) i les antigues granges del monestir: Milmanda, Riudabella, Castellfollit, la Pena i el Titllar.
La vila de Vimbodí està situada al peu de la carretera N-240 entre l'Espluga de Francolí i Vinaixa. Té accés a l'autopista AP-2 i està comunicada per carreteres locals amb Vallclara i Poblet.

## Topònim
Fins al 2006 el terme s'anomenava simplement «Vimbodí». La denominació de «Vimbodí i Poblet» respon a la voluntat del municipi d'integrar en un sol objectiu turístic tota l'oferta cultural, gastronòmica i monumental que es troba dins del seu terme.
El nom de Vimbodí prové de l'àrab Ibn Budí, nom personal que també apareix al cognom Bodí. Antigament també s'anomenava Avimbodin.
Poblet, al seu torn, deu el seu nom al llatí popŭlētu, 'pollancreda'.

## Geografia
- Llista de topònims de Vimbodí i Poblet (Orografia: muntanyes, serres, collades, indrets..; hidrografia: rius, fonts...; edificis: cases, masies, esglésies, etc).

## Nuclis de població
| Entitat de població | Habitants (2024) |
| Vimbodí i Poblet    | 893              |
| Font: Idescat       |                  |

## Història
De la prehistòria s'han trobat restes a la cova dels Eixeregats, fet que indica que el lloc es trobava habitat des de molt antic. Cal fer constar també la sepultura del Neolític al Comellar del Mas de Baix. De l'època romana se sap que hi passava la Via Aurèlia. L'època romana deixa les seves empremtes a la Granja Mitjana, entre la font de Nerola i Riudabella, i a les partides de Montcortès, Baselles, Corregó i al tossar Rodó. Però fou a l'edat mitjana quan aparegué el primer document que testimonia la seva constitució com a vila. La carta de població de Vimbodí fou atorgada el 1151 pel comte rei Ramon Berenguer IV. Avui dia, l'església de la Transfiguració del Senyor, l'ermita dels Torrents i el monestir cistercenc de Poblet, a quatre quilòmetres al sud-est de Vimbodí, són els monuments medievals més destacats.
Durant la primera part del segle xx va ser important la producció de vidre, que va ser traslladada des de Fulleda (Garrigues) a principis del segle xx (1902).

## Demografia
| 1497 f | 1515 f | 1553 f | 1717 | 1787  | 1857  | 1877  | 1887  | 1900  | 1910  |
| ------ | ------ | ------ | ---- | ----- | ----- | ----- | ----- | ----- | ----- |
| -      | -      | 137    | 315  | 1.410 | 1.615 | 1.585 | 1.916 | 1.730 | 1.654 |

| 1920  | 1930  | 1940  | 1950  | 1960  | 1970  | 1981  | 1990  | 1992  | 1994  |
| ----- | ----- | ----- | ----- | ----- | ----- | ----- | ----- | ----- | ----- |
| 1.578 | 1.493 | 1.413 | 1.405 | 1.255 | 1.248 | 1.199 | 1.132 | 1.090 | 1.090 |

| 1996  | 1998  | 2000  | 2002  | 2004  | 2006  | 2008  | 2010  | 2012  | 2014 |
| ----- | ----- | ----- | ----- | ----- | ----- | ----- | ----- | ----- | ---- |
| 1.061 | 1.023 | 1.011 | 1.053 | 1.039 | 1.052 | 1.065 | 1.038 | 1.007 | 964  |

| 2016 | 2018 | 2020 | 2022 | 2024 | 2026 | 2028 | 2030 | 2032 | 2034 |
| ---- | ---- | ---- | ---- | ---- | ---- | ---- | ---- | ---- | ---- |
| 954  | 917  | 890  | 884  | 893  | -    | -    | -    | -    | -    |

## Economia

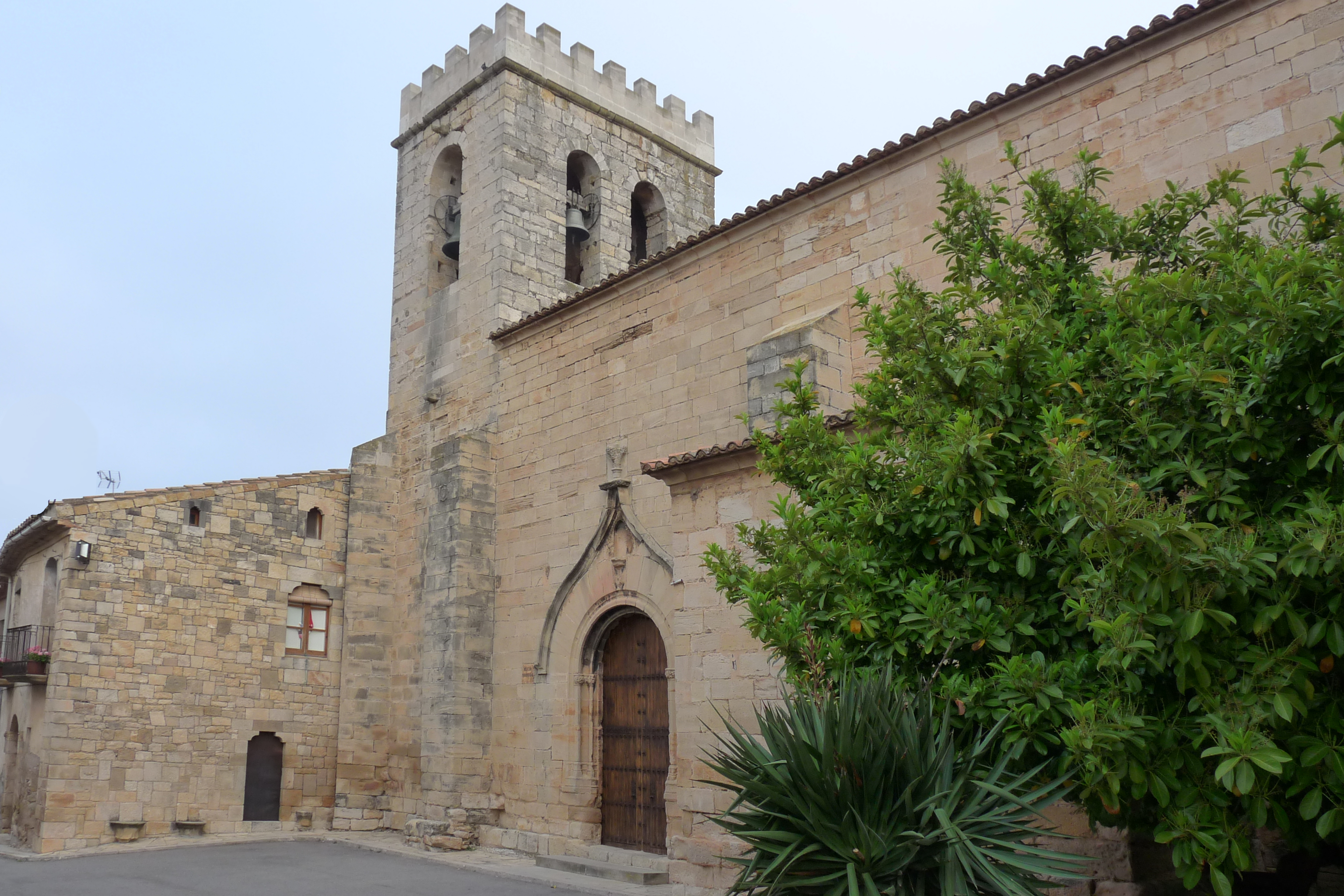
Església de Vimbodí

Si bé el turisme, lligat al monestir de Poblet, representa una important font d'ingressos amb una àmplia oferta hotelera, gastronòmica i de serveis, la indústria, el comerç i l'agricultura continuen sent pilars econòmics del municipi.
L'agricultura moderna ha pres molt de peu, on destaquen plantacions de noguers, i les grans explotacions vinícoles de Riudabella, Milmanda i Poblet gestionades per les famílies penedesenques Torres i Codorniu.
Antigament hi havia una important indústria de vidre. El Museu del Vidre de Vimbodí recull importants peces i estris de la fabricació d'aquesta indústria. També hi ha el Museu del Palau del Rei Martí, englobat dins l'entorn del Monestir de Santa Maria de Poblet.

## Edificis religosos i civils

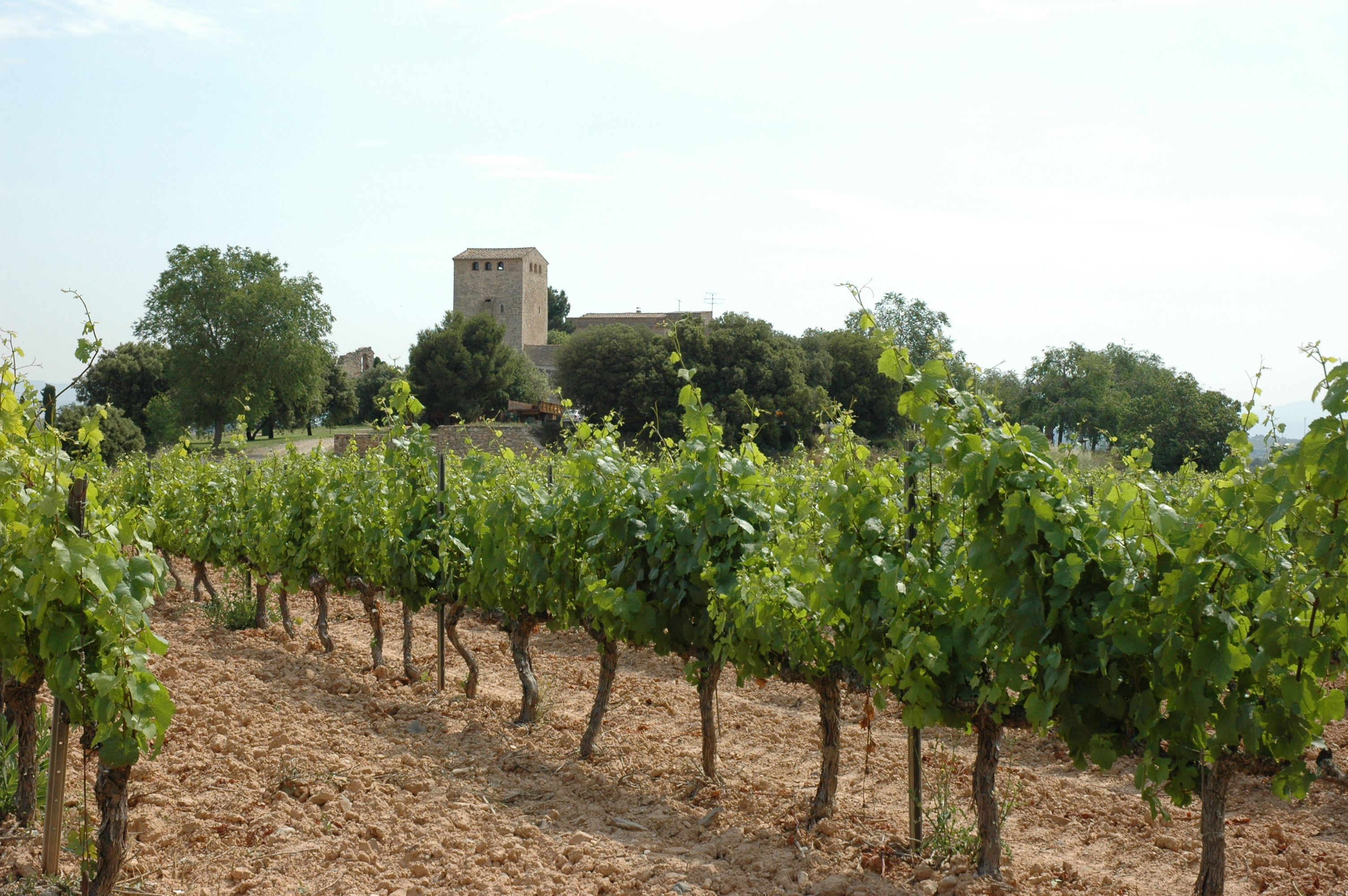
Castell de Milmanda

- El Reial Monestir de Poblet va ser declarat Patrimoni de la Humanitat per la UNESCO el 1992. Fou panteó reial de la Corona d'Aragó i hi reposen vuit reis, reines, infants i nobles. Reis com Jaume I, Pere III, el Cerimoniós, i altres van dur el monestir al més alt exponent.
- L'església gòtica de Vimbodí està dedicada al misteri de la Transfiguració del Senyor. Data dels segles XII-XIII. Va ser iniciada, segons indica Palau i Dulcet en la seva "Guia de la Conca de Barberà" l'any 1287.
- L'ermita dels Torrents, a un quilòmetre del nucli urbà, guarda una marededeu policromada d'estil gòtic. L'antiga capella, gòtica, fou manada construir per l'abat de Poblet, Joan Payo Coello, el 1484. El 1714 s'erigí la nova construcció.
- El poble tingué importants molins fariners des d'antic, que funcionaren fins a començaments del segle xx, com el Molí del Duc, el Molí de la Vila o del Trull i el Molí del Caixal o Molí del Veciona o Molí del Salt.
- Els castells de Milmanda i Riudabella, en ple bosc de Poblet, són ara propietats privades.

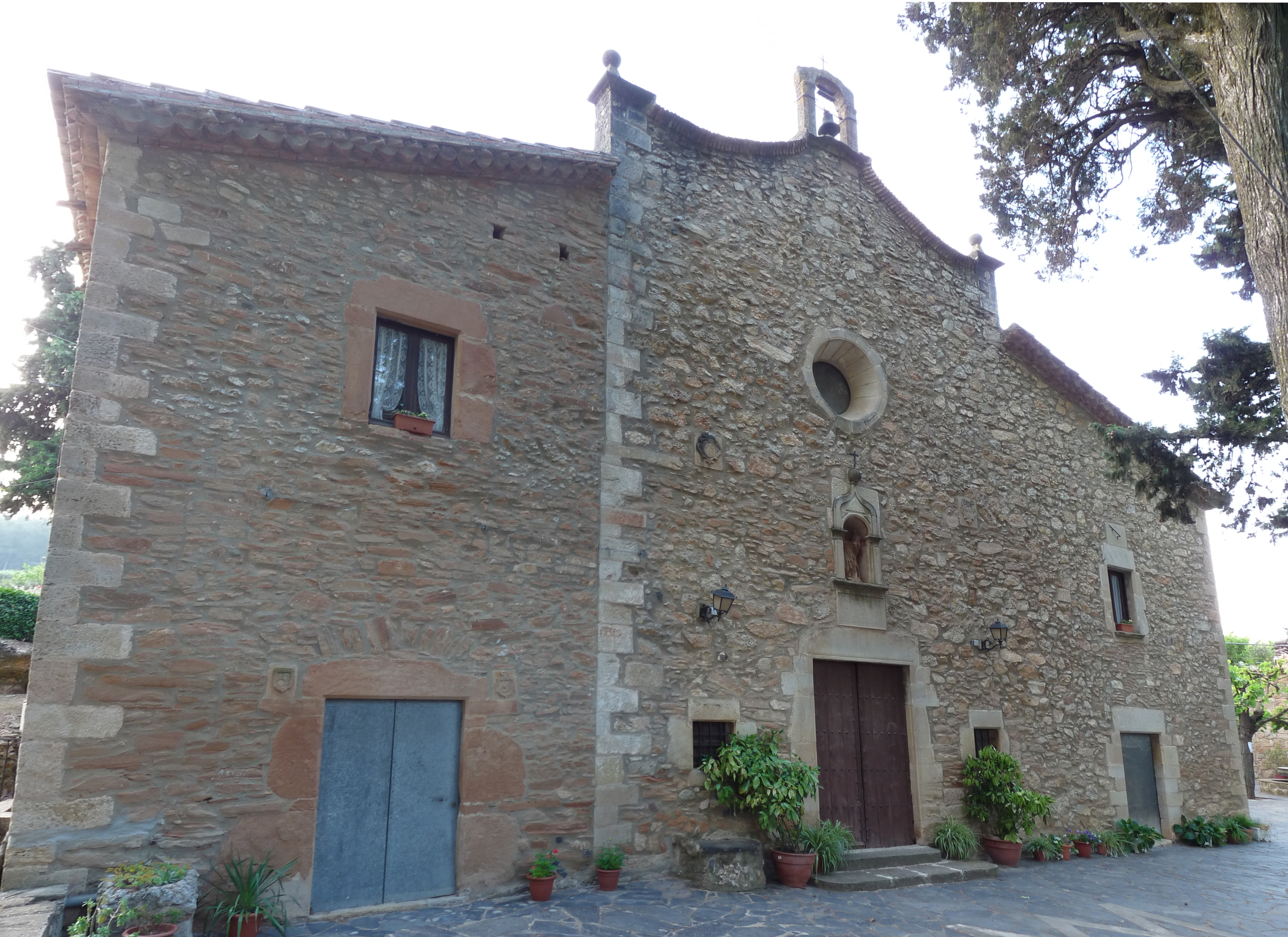
Ermita de la Mare de Déu dels Torrents

## El bosc de Poblet
El bosc de Poblet és una important estació forestal protegida i conté una vegetació molt variada i frondosa: pins blancs, negrals, rojalets, melis, pinyers, cedres, avets, alzines, roures, rebolls, ginebres, castanyers, pollancres, oms, serveres, xiprers, boixos, savines, brucs, corniols, arboços i una extensa varietat de falgueres. Té la reserva d'alzines més gran del país. A la Pena, prop de la casa i del mirador, hi ha el pou de glaç que proveïa de gel els monjos del monestir. El tossal de la Baltasana és el punt més alt de les muntanyes de Prades. Pel bosc de Poblet hi brollen un centenar de fonts.

## Festes
Festa de la Mare de Déu dels Torrents, el 8 de setembre. Cada cinc anys (els acabats en 4 i en 9) se celebra la Festa Quinquennal. És també molt popular el Carnestoltes de Quaresma. Les festes majors són per Sant Antoni, Abat (17 de gener) i la Transfiguració del Senyor o Sant Salvador (6 d'agost).